# ナイニンガー (小惑星)
ナイニンガー (2421 Nininger) は、小惑星帯にある小惑星。1984年にローウェル天文台でエドワード・ボーエルによって発見された。
アメリカ合衆国の隕石学者、隕石収集家のハーヴィー・ナイニンガーに因んで命名された。